# Amphistegina lobifera
 (décembre 2024).
Amphistegina lobifera est une espèce de la famille des Amphisteginidae. C'est un organisme foraminifère qui est présent de base dans le bassin Indo-Pacifique et qui a progressivement étendu son habitat jusqu'en mer Méditerranée en passant par le canal de Suez durant le 20eme siècle.
Espèce

## Systématique
Le nom valide complet (avec auteur) de ce taxon est Amphistegina lobifera Larsen, 1976.